# Renata Hampel
Renata Hampel CJ (* 6. Januar 1930 in Großherrlitz, Tschechoslowakei; † 28. Mai 2013 in Simbach am Inn) war eine deutsche Ordensschwester (Maria-Ward-Schwester).

## Leben
Renata Hampel trat 1951 der Ordensgemeinschaft der Kongregation Jesu der Englischen Fräulein (Congregatio Jesu) bei und absolvierte eine Ausbildung zur Volksschullehrerin. Nach Tätigkeit in verschiedenen Schulen war sie von 1968 bis 1993 Leiterin des Lukas-Kern-Waisenhauses in Passau. Nach einem Sabbatjahr in Berlin, im slowakischen Prešov und Sibirien im Jahre 1993/94 war sie bis 2006 im Tagesheim engagiert. Von 2006 bis 2010 lebte sie im Kloster Niedernburg, ab 2010 in einem Wohnheim für Betreutes Wohnen in Simbach/Marienhöhe.
Sie war Vorsitzende des Mutter-Kind Hilfswerks e. V. in Neuhaus am Inn. Sie war Hüterin des Grabes der Seligen Gisela im Passauer Kloster Niedernburg, dessen stellvertretende Oberin sie war. Sie engagierte sich für Russlanddeutsche in Sibirien mit jährlichen Hilfspaketlieferungen. Sie engagierte sich als Ortsbetreuerin für ihren Geburtsort Velké Heraltice in Tschechien.
Überregional wurde Hampel durch einen Auftritt in der TV-Sendung „Am laufenden Band“ bei Rudi Carrell im Februar 1975 bekannt.

### Altvaterlied
Schwester Renata Hampel ist Verfasserin des sudetendeutschen Altvaterliedes (Bruntál):
1. Im Reiche Altvaters und seiner Zwerge, im Reiche der grünen bewaldeten Berge, von wo man mich trieb in die Welt hinaus, dort ist meine Heimat, dort bin ich zu Haus.
2. Auf Altvaters Höhen, im trutzigen Turme, da lauschte ich gerne dem brausendem Sturme; er sang mir ein mächtiges, deutsches Lied, das heut noch mit mir durch die Ferne zieht.
3. Zum Heidebrünnel mit seiner Kapelle; zur rauschenden Tess und zur Oppaquelle, die munter und hurtig eilen zu Tal – dorthin möchte ich gerne wieder einmal.

Refrain: Umgrünt von der Wälder rauschendem Band, Gott grüße dich Heimat, Altvaterland. Umgrünt von der Wälder rauschendem Band. Gott grüße dich Heimat, Altvaterland.

## Ehrungen
- Verdienstkreuz am Bande der Bundesrepublik Deutschland (1986)
- Bayerische Staatsmedaille für soziale Verdienste
- Ehrenmedaille der Stadt Memmingen
- Ritterin des ungarischen Sankt-Georg-Ritterorden (2001)
- Ehrenpräsidentin des Mutter-Kind-Hilfswerks e.V. (2009)